# Blue Bell Creameries
Blue Bell Creameries es la manufacturera de la marca de helados Blue Bell, hechos desde 1911. La compañía, que produce el tercer helado más vendido del país, vende sus productos en solo 23 estados del sur, aunque el helado Blue Bell también ha sido comido en la Estación Espacial Internacional y en Camp David. La sede de la corporación está en la "Little Creamery" en Brenham (Texas).

## Historia
La Brenham Creamery Company fue abierta al negocio en 1907 para comprar el exceso de crema a los granjeros locales y venderle mantequilla a los habitantes de Brenahm. Comenzando en 1911, la mantequería comenzó también a producir pequeñas cantidades de helado.
Para 1919, la mantequería tenía problemas financieros y consideró la opción de cerrar sus puertas. El consejo de directores contrató a E.F. Kruse, un exprofesor de 23 años de edad, para encargarse de la compañía el 1 de abril de 1919. Kruse rechazó recibir un salario por sus primeros meses en su posición para que la compañía no tenga más deudas. Bajo su liderazgo, la compañía extendió su producción de helado al área local y pronto se volvió rentable. Por su sugerencia, la compañía fue renombrada como Blue Bell Creameries en 1930 por una flor silvestre nativa de Texas, que, como el helado, proliferaba en verano.
Hasta 1936, la mantequería hizo helado por lote. Podían crear un lote de 10 galones de helado cada 20 minutos. En 1936, la compañía compró su primera congeladora continua de helado, que podía hacer 80 galones de helado por hora. El helado pasaría por un grifo, permitiéndole ponerlo en cualquier contenedor.
Kruse fue diagnosticado de cáncer en 1951 y murió dos semanas después. Sus hijos, Ed y Howard, tomaron el liderazgo de la compañía. Para los años 1960, la compañía había abandonado completamente la producción de manteca y comenzó a enfocarse solamente en la de helado. Para el final de la década, la compañía comenzó a expandir sus mercados. Después de muchos años de vender helados solamente en Brenham, la compañía comenzó a vender en Houston, luego en Dallas, y a lo largo de la mayor parte de Texas. Para el final de la década, sus ventas se habían cuadruplicado, y para 1980 la mantequería produjo más de 10 millones de galones de helado por año, ganando $30 millones anualmente.
En 1989, comenzó a vender en Oklahoma y, durante los años 1990, tuvo una expansión agresiva a lo largo del Centro Sur y la Región Sur de los Estados Unidos. En 1992, Blue Bell construyó un nuevo complejo manufacturero en Broken Arrow (Oklahoma), y, en 1996, adquirió una fábrica de helado existente en Sylacauga (Alabama). Una vez que Blue Bell establece un mercado, la palabra generalmente les asegura que los clientes en áreas adyacentes conocen la marca y comienzan a pedirla. A pesar del clamor, Blue Bell se ha expandido lentamente. Los ejecutivos de la compañía dicen que investigan a fondo cada nuevo mercado y se aseguran que todos los empleados en los nuevos mercados están completamente entrenados las prácticas de Blue Bell así la calidad del producto puede ser mantenida.
Blue Bell introdujo su sabor insignia, "Homemade Vanilla", en 1969, y afirma haber inventado el sabor "Cookies and Cream". Aunque la compañía alguna vez hizo Cookies 'n Cream de las galletitas Oreo de Nabisco, comprando paquetes al por menor comúnmente, ahora hacen sus propias galletitas. En 1997, Homemade Vanilla de Blue Bell era el sabor único más vendido de helado en los Estados Unidos.

## Estado actual
Para el 2007, la compañía opera tres complejos manufactureros, el más grande es un complejo de 53.380 m² en Brenham, con instalaciones auxiliares en Broken Arrow (Oklahoma) y en Sylacauga (Alabama). Hay también 50 centros de venta y distribución extendidos a lo largo de su mercado de 23 estados. Estos complejos emplean a 2.800 empleados, con 850 empleados trabajando fuera de Brenham. En 2006, las ventas anuales superaron los $400 millones.
Blue Bell retiene el control de todos los aspectos de su negocio, principalmente para asegurar el control de calidad y el uso de los ingredientes más frescos disponibles. Los Kruse afirman que "la leche que usamos es tan fresca que ayer era pasto". La compañía posee 60.000 vacas, y la crema usada cada día para la producción tiene siempre menos de 24 horas de antigüedad. Toda la producción y empaquetamiento toma lugar en las instalaciones de Blue Bell, las cuales son capaces de producir más de 100 pintas por minuto. Los conductores de los vehículos de distribución lo almacenan personalmente en estantes para poder asegurarse de que es manejado propiamente.
Blue Bell tiene números de venta impresionantes, siendo el tercer helado más vendido en los Estados Unidos para el año 2004, detrás de Breyers y Dreyer's, a pesar de ser vendido solamente en 16 estados. El área de venta incluye los estados del sur entre Nevada y Florida y el sur de la Ciudad de Kansas, un área que abarca solamente el 20% del mercado geográfico de helados. En comparación, cada uno de los principales 4 competidores de Blue Bell vende sus productos en más del 86% de los Estados Unidos. En orden de volverse una de las tres manufactureras más grandes de helado, Blue Bell ha sido consistentemente el mayor vendedor en la mayoría de los mercados en los que ha entrado. En cinco meses desde su entrada en Baton Rouge (Luisiana), la compañía ha ganado el 35% del mercado de helados. En su estado sede, Texas, la compañía tiene el 52% del mercado. La gente que vive fuera del área de ventas puede tener su helado enviado, y, al Presidente de los Estados Unidos George W. Bush a menudo le ha sido enviado el helado a Camp David. Los astronautas a bordo de la Estación Espacial Internacional han sido también obsequiados con Blue Bell en 2006 "para ayudar al cociente de felicidad (de la tripulación)".

## Productos

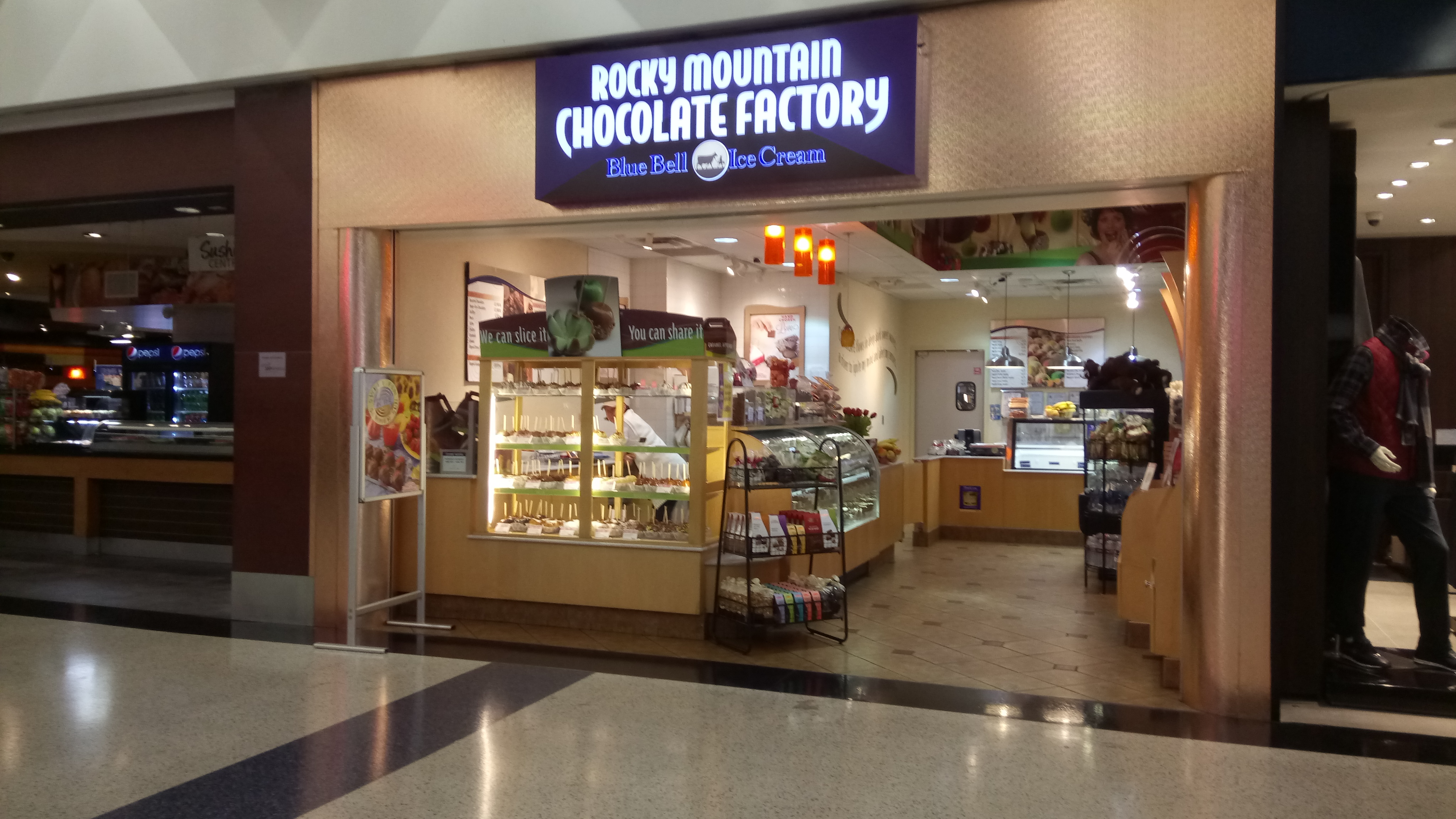
Sucursal de Blue Bell en Houston, Texas en el aeropuerto IAH

Blue Bell produce más de 250 productos helados. De estos, 66 son sabores de helado. Veintiuno de los sabores son ofrecidos durante todo el año, mientras unas tres a cuatro docenas son ofrecidas estacionalmente. Además de helado, la compañía produce yogur helado y sorbete.
El contenedor de medio galón de helado de Blue Bell es 12 onzas más pesado que medio galón de Breyers, y tiene un contenido de mantequilla de solo el 13%, comparado con el 18% en Haagen-Darz. R.W. Apple, Jr. de The New York Times afirma que "con sabores limpios y vibrantes, con una consistencia rica, exuberante a pesar de contener un poco menos de mantequilla que algunos competidores, te engancha desde la primera cucharada. Entera y felizmente ausente están la dulzura empalagosa, textura calcárea y el sabor que queda untoso y gomoso que afecta a muchos helados de fabricación en masa". En 2001, Forbes nombró a Blue Bell como el mejor helado del país.
En marzo de 2015, Blue Bell Creameries solicitó un retiro en un surtido de artículos producidos en las lecherías, entre ellos el 'Great Divide Bar "y el" Bar almendra'. Esto se debió al descubrimiento de cinco casos de listeriosis en Kansas cree que es causada por los productos de la Broken Arrow, Oklahoma , Blue Bell Creamery. Tres de los cinco pacientes con Listeria murieron. Listeria también fue encontrado en la principal planta de Blue Bell Creamery en Brenham, Texas . Blue Bell emitió retiros del mercado de productos seleccionados de sus lecherías. El 20 de abril, Blue Bell emitió un retiro voluntario que cubre la totalidad de sus productos debido a la posibilidad de contaminación con Listeria monocytogenes. Los productos retirados fueron distribuidos a 23 estados , así como destinos internacionales. Esto fue como resultado de "un programa de muestreo mejorado" lanzada por Blue Bell que produjo "varias pruebas positivas de Listeria en diferentes lugares y plantas", incluyendo otros tres casos en Texas.